# Antonio de Nebrija
Antonio Martínez de Cala y Jarava mera känd som Antonio de Nebrija eller Antonio de Lebrija, född troligen 1441, död 1532, var en spansk humanist och filolog.
Nebrija utgav ett stort antal verk i latinsk filologi och grundlade den spanska filologin med Gramáta castellana (1492) och Dictionarium latinum-hispanicum et hispanicum-latinum (1492).